# Relatieve aansluiting
De relatieve aansluiting is een onderdeel van de Latijnse grammatica waarbij het betrekkelijk voornaamwoord gebruikt wordt. Het betrekkelijk voornaamwoord staat hierbij aan het begin van een nieuwe zin en verwijst naar een antecedent in de voorafgaande zin. Het verschil tussen een relatieve aansluiting en een relativum met ingesloten antecedent is het feit dat een relativum met ingesloten antecedent géén antecedent in de voorafgaande zin heeft staan. Deze is namelijk al ingesloten in het relativum. Bijvoorbeeld: 'Wie (staat voor: 'Degene, die') dit heeft gedaan, zal gestraft worden.'
De relatieve aansluiting is te vertalen met een aanwijzend voornaamwoord (deze, die, dit) of persoonlijk voornaamwoord (hij, zij). Afhankelijk van de naamval kan het ook vertaald worden met bijvoorbeeld "aan hem", "van hem" of "met hem". Afhankelijk van de context kunnen verbindingswoorden als "en", "maar" of "want" gebruikt worden in de vertaling.
Enige voorbeelden:
- Quis de Hannibale non audivit? Qui Alpes transiit.
Wie heeft er niet van Hannibal gehoord? Deze/Hij is (namelijk) de Alpen overgestoken.

- Cornelia tres filios habebat. Quorum Tiberius maior erat.
Cornelia had drie zonen. (En) van deze/hen was Tiberius de oudste.

Let op het verschil tussen een relatieve aansluiting en een betrekkelijk voornaamwoord dat een bijzin inleidt:
- Cornelia tres filios habebat, quorum Tiberius maior erat.
Cornelia had drie zonen, waarvan Tiberius de oudste was.